# Mor Shemun d'Zeyte-kerk
De Mor Shemun d'Zeyte-kerk, ook wel St. Simon d'Zeyte Kerk genoemd, is een Syrisch-orthodoxe kerk in Oldenzaal in de Nederlandse provincie Overijssel. De kerk is gewijd aan Simon van de Olijven, een Syrisch-orthodoxe heilige en bisschop uit de 8e eeuw. De kerk is het geestelijk centrum van de Aramese gemeenschap in Oldenzaal en omgeving.

## Geschiedenis
Voor de bouw van de huidige kerk werden de kerkdiensten gehouden in het gebouw naast het huidige kerkgebouw. In 2001 werd de bouw van de Mor Shemun Zeyte-kerk voltooid. Sinds Pasen 2001 worden alle diensten hier gehouden, onder leiding van priester Abuna Hanna Basut, afkomstig uit het dorp Kafro Elayto in Tur Abdin in Zuidoost-Turkije. Op 1 juni 2004 werd de kerk officieel ingezegend door Zijne Heiligheid patriarch Ignatius Zakka I Iwas.
In hetzelfde jaar werd een gemeenschapszaal naast de kerk gebouwd. Deze ruimte voorziet in de behoefte aan faciliteiten voor herdenkingsdiensten, religieuze en sociale vieringen, onderwijs en vergaderingen.

## Gemeente
De Syrisch-orthodoxe gemeenschap in Oldenzaal telde anno 2007 ongeveer 120 gezinnen, waarvan ongeveer 100 in Oldenzaal zelf wonen en 20 in omliggende dorpen zoals Denekamp en Ootmarsum. De gemeenschap vormt een actieve religieuze en culturele kern binnen de Aramese diaspora in Twente.

## Naamgever
Mor Shemun D'Zeyte, oftewel Simon van de Olijven, was bisschop van Harran tussen 700 en 734 n.Chr. Hij werd geboren in het dorp Habsenas in Tur Abdin en groeide op in het Mor Gabriel-klooster. Tijdens zijn bisschopschap financierde hij met een gevonden schat diverse ontwikkelingsprojecten, waaronder het planten van 12.000 olijfbomen, waarmee hij in de oliebehoefte van kerken en kloosters voorzag. Hij stond bekend om zijn barmhartigheid en goede relaties met zowel christelijke als islamitische gemeenschappen.